# Vladimír Kovář (lední hokejista)
Vladimír Kovář (* 16. září 1952) je bývalý český lední hokejista, který nastupoval v útoku.

## Hokejová kariéra
V československé lize nastoupil za TJ Zetor Brno (dobový název Komety) ve třech utkáních. V nižších soutěžích hrál za TJ ZMS/Elitex Třebíč, VTJ Dukla Hodonín (základní vojenská služba), TJ ZKL/Zetor Brno „B“, TJ Slavoj Třešť a TJ Náměšť nad Oslavou.

## Klubové statistiky
| Sezona    | Klub              | Soutěž  | Základní část | Základní část | Základní část | Základní část | Základní část |
| Sezona    | Klub              | Soutěž  | Z             | G             | A             | B             | TM            |
| --------- | ----------------- | ------- | ------------- | ------------- | ------------- | ------------- | ------------- |
| 1971/1972 | TJ ZMS Třebíč     | 2. liga | –             | 1             | –             | –             | –             |
| 1972/1973 | VTJ Dukla Hodonín | 2. liga | –             | 3             | –             | –             | –             |
| 1973/1974 | VTJ Dukla Hodonín | 3. liga | –             | 1             | –             | –             | –             |
| 1974/1975 | TJ ZMS Třebíč     | 3. liga | –             | 4             | –             | –             | –             |
| 1975/1976 | TJ ZKL Brno „B“   | 3. liga | –             | 13            | –             | –             | –             |
| 1976/1977 | TJ Zetor Brno     | 1. liga | 1             | 0             | 0             | 0             | –             |
| 1976/1977 | TJ Zetor Brno „B“ | 3. liga | –             | 3             | –             | –             | –             |
| 1977/1978 | TJ Zetor Brno     | 1. liga | 2             | 0             | 0             | 0             | 2             |
| 1977/1978 | TJ Zetor Brno „B“ | 3. liga | –             | 22            | –             | –             | –             |
| 1978/1979 | TJ Elitex Třebíč  | 3. liga | –             | 12            | –             | –             | –             |
| 1984/1985 | TJ Elitex Třebíč  | 3. liga | –             | 4             | –             | –             | –             |
| 1985/1986 | TJ Elitex Třebíč  | 3. liga | –             | 1             | –             | –             | –             |